# Sedum oreades
Sedum oreades är en fetbladsväxtart som först beskrevs av Joseph Decaisne, och fick sitt nu gällande namn av R.-hamet. Sedum oreades ingår i Fetknoppssläktet som ingår i familjen fetbladsväxter. Inga underarter finns listade i Catalogue of Life.